# Alasch-Partei (historisch)

Flagge der Alasch-Partei (1917–1920)

Alasch war der Name einer politischen Partei, die zwischen Frühjahr 1917 und August 1920 bestand. Sie war Trägerin der kirgisischen Autonomie („Alasch Orda“) und die Parteizeitung trug den Namen Qazaq. Sie war Namensgeberin der späteren Alasch – Partei der nationalen Unabhängigkeit (1990 bis 1994).

## Geschichte

### Vorgeschichte
1905 fanden in Orenburg und Werny zwei Kongresse statt, die vom Dumaabgeordneten Älichan Bökeichan, dem Sprachwissenschaftler Achmet Baitursynuly und dem Schriftsteller Mirschaqyp Dulatuly veranstaltet wurden. Auf diesen Kongressen schlossen sich erstmals kasachische und kirgisische Intellektuelle zu einer konstitutionell-demokratisch sowie landsmannschaftlich betont national orientierten „Nationalbewegung“ zusammen, die den Namen „Alasch“ erhielt. Politisch blieb diese Alasch-Bewegung allerdings bedeutungslos.

### Gründung der Alasch-Partei
Im April 1917 fand in Taschkent ein Muslimkongress statt, auf dem ein „Zentralrat der turkestanischen Muslime/Nationale Mitte“ gebildet wurde. Veranstalter war Mustafa Tschokajew, der auch den Vorsitz über den Zentralrat übernahm. Auf diesem Muslimkongress schloss sich die kasachische und kirgisische Intelligenz erneut zu einer „Alasch-Bewegung“ zusammen.
Als im zaristischen Russland noch im Februar 1917 eine Revolution ausbrach, gründeten in Orenburg kasachische und kirgisische Intellektuelle eine „Nationalpartei“ für die Steppenvölker in den Generalgouvernements Turkestan und Steppe, die den Namen „Alasch Orda“ erhielt.
Der Sitz der Alasch-Partei befand sich in Orenburg. Getragen wurde die Partei vor allem von Mitgliedern der „Kadetten-Partei“ (Konstitutionell-Demokratische Partei), von denen ein großer Teil ethnische Kasachen waren. Älichan Bökeichan war das einflussreichste Mitglied der neuen Partei, da er auch seit 1906 dem russischen Parlament, der Duma, angehörte. Bökeichan war 1905 war als Kadett der russischen Armee in die „Konstituelle Demokratische Partei Russlands“ eingetreten. Innerhalb dieser Partei gehörte er der sozialdemokratisch orientierten Fraktion der „Tschantschylar“ an, die politisch in vielen Punkten den russischen „Sozialrevolutionären“ nahestand. Die Alasch-Partei forderte mit anderen turksprachigen Völkerschaften der russischen Zarenreiches die Umwandlung des russischen Zarenreiches in einen föderativen Staat. Gleichzeitig wurde für die zentralasiatischen Steppennomaden ein autonomer kasachisch-kirgisischer Nationalstaat gefordert, der alle als „Kirgisen“ angesehenen Völkerschaften umfassen sollte.
Vom 21. bis zum 28. Juli 1917 fand der erste Allkirgisische Muslim-Kongress in Orenburg statt. Auf dem wurde die Schaffung eines autonomen kasachisch-kirgisischen Nationalstaates innerhalb Russlands gefordert. Dieses sollte in der Zukunft eine föderative Struktur bekommen, in der alle Völker und Nationen gleichberechtigt waren. Um dieses Ziel der Autonomie zu erreichen, sollten die „Kirgisen“ des Reiches mit den anderen Turkvölkern des russischen Reiches zusammenarbeiten. Eine Unterordnung der Kasachen und Kirgisen unter eine mögliche alle Turkvölker umfassende einheitliche politische Einheit lehnte dieser Kongress jedoch strikt ab. Auch wurden für die spätere Zukunft der Region 14 Beschlüsse gefasst.
Die drei Hauptforderungen der Alasch-Partei waren:
1. Die Erneuerung und Modernisierung des Islam in Mittelasien
2. Das Recht der zentralasiatischen Steppenvölker, vor allem der Kasachen und Kirgisen, auf das traditionelle Nomadentum. Damit war die Rückgängigmachung der Zwangssesshaftigkeit der Steppennomaden verbunden, die in der Zarenzeit begonnen wurde.
3. Die Rücksiedlung der zahlreich in Turkestan vertretenen russischen und ukrainischen Siedler

Mit diesen verkündeten Zielen stand die neue Partei stark unter dem Einfluss der Panturkisten und Dschadidisten gleichermaßen. Das Grundsatzprogramm der Alasch-Partei stammte aus der Feder Bökeichans und wurde ebenfalls auf diesem Muslimkongress vorgestellt.
Von der Alasch-Partei wurde eine enge Zusammenarbeit mit dem „Zentralrat der turkestanischen Muslime“ begonnen. Ferner bestanden enge Bindungen mit der im osmanischen Reich entstandenen Bewegung der Jungtürken und des an der Wolga-Kama-Gegend entstandenen „tatarisch-baschkirischen Komitees“ des Tataren Mirsaid Sultan-Galijew.

### Bildung zweier Fraktionen innerhalb der Alasch-Partei und der Kokander Autonomie
Während der Parteibildung kristallisierte sich heraus, dass innerhalb der Alasch zwei Hauptströmungen bestanden. Denn noch im Frühjahr 1917 gründete Mustafa Tschokajew in Bischkek eine kirgisische Sektion der Alasch Orda. Dieser gehörten vor allem die muslimischen Traditionisten der Kasachen und Kirgisen an, die sich als „Kadimchilar“ (von arab. قديم /qadim/ = alt) bezeichneten. Dieser Flügel galt auch als rechts-konservativer Flügel der Alasch-Bewegung. Offizieller Sitz dieses Alasch-Flügels wurde Kokand.
In Kokand rief Mustafa Tschokajew das „Khanat Kokand“ aus, welches für sich den Regierungsanspruch über ganz Turkestan einforderte und dessen obersten Ministerposten er übernahm. Doch war diese „gesamt-turkestanische Regierung“ machtlos, da sie weder über eine ordentliche Verwaltung noch über reguläre Truppen verfügte. Sie war als reine „Schattenregierung“ anzusehen. Tschokajew hoffte nun auf die Unterstützung der anderen Khanate der Region. Doch diese hatten zu dieser Zeit ihre eigenen Probleme, da in ihren Gebieten nun ebenfalls Sowjets den Regierungsanspruch erhoben.
So bekam der größere linke Partei-Flügel, der unter der Führung Bökeichans und unter dem starken Einfluss der Dschadidisten (von arab. جديد /cedid/ = neu) stand, jene Anerkennung, die Tschokajew verwehrt blieb. So galt Bökeichan bei den kasachischen Nomaden als „Tore“ – ein kasachischer Fürstentitel – als Dschingiskhanide, als ein legitimer Nachfahre des Dschingis Khan, und hatte dementsprechend ein großes Ansehen unter den Beks der Stämme. Tschokajew, der das Gebiet Syrdarja und das Siebenstromland kontrollierte, galt nur den Traditionalisten als „eigentlicher Führer“ der Alasch-Bewegung.

### Ausrufung der „kirgisischen Autonomie“ und das Bündnis mit den Ural-Kosaken
Auf einer gemeinsamen Zusammenkunft in Orenburg proklamierten im Dezember 1917 die Vertreter der Baschkiren und der „Alasch“ ihre Autonomie innerhalb Russlands und nahmen nun auch Kontakt zu den zarentreuen Ural-Kosaken auf, deren Ataman ebenfalls in Orenburg residierte. Diese waren als Slawen teilweise mit tatarischen, baschkirischen und kasachischen Frauen verheiratet. Diese Allianz sollten die militärische Position der Alasch Orda gegenüber den Bolschewiki zu stärken, da deren eigene Truppen, nicht in der Lage waren, das von den Kasachen besiedelte Gebiet bzw. ein geschlossenes Territorium gegen die Bolschewiki zu verteidigen.

### Der Zerfall der Autonomie

Gliederung des Alasch-Orda-Staates (1917–1920)

Es war der reform- und westlich orientierte Alasch-Flügel unter Älichan Bökeichan, Achmet Baitursynuly und Mirschaqyp Dulatuly, der als „Alasch-Bewegung“ (Алаш қозғалысы) die Machtübernahme der Bolschewiki in der Oktoberrevolution strikt ablehnte. Stattdessen wurde von diesem gemeinsam mit tatarischen und baschkirischen Nationalisten sowie russischen Sozialrevolutionären und Liberalen daran festgehalten, dass die zukünftige Staatsordnung eines demokratischen föderativen Russlands durch die Verfassunggebende Versammlung bestimmt werden müsse. Damit geriet sie schnell in Konflikt mit der neuen russischen Sowjetregierung. Unter dem Einfluss Tschokajews und der ihn unterstützenden Mullahs nahmen große Teile der Alasch-Mitglieder auch an den damals in Turkestan stattfindenden Aufständen teil, was den Gegensatz zur Sowjetregierung nochmals verschärfte. Dieser hatte bereits 1917 in Bischkek zusammen mit den Gebrüdern eine eigene Alasch-Partei-Gliederung namens „Alasch-Baschan-Bewegung“ (Алаш Башан қозғалысы) mitbegründet und in welcher v. a. die Imanows die politische Führung innehatten. 
Im April 1919 kam es zum internen Zerfall der Alasch Orda, und auf deren Gebiet bildeten sich drei mehr oder weniger unabhängige Regionen heraus, die aus den Gebieten Orenburg, Turgaj und Semipalatinsk gebildet wurden: Das „Gebiet Orenburg“ unterstand Bökeichan, das „Gebiet Turgaj“ sowie das „Gebiet Semipalatinsk“ den Gebrüdern Imanow (Amangeldy und Abdulgaffar Imanow). Das „Gebiet Semiretschje“ das ursprünglich dem vorgenannten Gebiet zugeordnet werden sollte, wurde letztlich von Mustafa Tschokajew kontrolliert.
Hauptgrund für diesen internen Verfall bildete ein Vergleich Tschokajews mit der neuen Sowjetregierung. Damit war auch ein Abkommen mit dieser eingeschlossen. Tschokajew verbündete sich, nachdem Verhandlungen mit den „Weißen“, das heißt, mit der zarentreuen Seite des Bürgerkrieges, gescheitert waren, mit den „Roten“.
Die Einigung der kasachischen Intellektuellen mit den „Weißen“ scheiterte vor allem am russischen Nationalismus. Dieser sah auch ein zukünftiges Russland als zentralen Einheitsstaat, in dem nur die Russen die staatstragende Schicht waren und die Minderheiten und andere Völker weiterhin nur Untertanen zu sein hatten. So zogen sich die meisten Kosakenverbände auch aus dem Gebiet der Alasch Orda zurück und nur ein kleiner Teil der Ural-Kosaken, vor allem aus sprachverwandten Nagaibaken bestehend, verblieb dort weiterhin als Verbündeter Bökeichans. Noch während des Jahres 1919 wurden die wenigen Truppen der Alasch Orda und der mit ihnen verbündeten Kosakenverbände von der Roten Armee vernichtend geschlagen und ihre Führer größtenteils getötet.

### Ende der Alasch Orda als Partei und Übernahme in die KP Turkestan
Mit der Niederlage gegen die Rote Armee (1919) fiel die Alasch-Partei in die politische Bedeutungslosigkeit, als die Moskauer Zentralregierung die kirgisisch-kasachische Autonomie der Alasch-Orda aufhob und das Gebiet der Verwaltung der RSFSR direkt unterstellte. Im August 1920 wurde die Alasch-Partei aufgelöst und die „kirgisische Autonomie“ galt offiziell als beendet. Das Gebiet der Alasch Orda wurde unter der Bezeichnung „Kirgisische Autonome Sozialistische Sowjetrepublik“ der Russischen Sozialistischen Föderativen Sowjetrepublik angeschlossen.
Die wenigen Überlebenden des pantürkisch-militanten Flügels der Alasch-Partei zogen ins südliche Turkestan und schlossen sich dort der Widerstandsbewegung der Basmatschi an. Die reformorientierten Mitglieder traten der Kommunistischen Partei Turkestans bei und nahmen vielfach die Funktionen von „politischen Kommissaren“ wahr.
Bis 1928 blieben die Vertreter der Alasch Orda in der Region politisch führend. Sie galten jedoch als rebellische Angehörige der „Turkestanischen KP“. Trotz der nunmehrigen Zugehörigkeit zur KPdSU vertraten ihre Führungspersönlichkeiten weiterhin die Aufrechterhaltung der überlieferten Stammesstrukturen.

### Ermordung der kasachisch-kirgisischen Intelligenz
Im April 1928 ließ Josef Stalin die kasachische und kirgisische Intelligenz ermorden, indem er sie „nationalistischer Bestrebungen“ und des „bürgerlichen Nationalismus“ beschuldigen und aburteilen ließ. Älichan Bökeichan übersiedelte nach Moskau und wurde nicht mehr Abgeordneter des Parlamentes. Vielfach wurde er nur noch als Dolmetscher eingesetzt. Politisch war Bökeichan in die völlige Bedeutungslosigkeit geraten. In Russland schrieb er für mehrere turksprachige Zeitungen und verfasste einige Bücher. 1921 gründete Bökeichan unter anderem die Zeitung Jaz Alaş mit und gab eigenverantwortlich die kasachische Zeitung Qazaq tili („Kasachische Sprache“) heraus. Am 26. Juli 1937 wurde er zum wiederholten Mal von Offiziellen des NKWD verhaftet und wegen seiner Tätigkeiten in der Alasch-Autonomie befragt. Am 27. September wurde er zum Tode verurteilt und noch am selben Tag hingerichtet.